# Cicurina pallida
Cicurina pallida là một loài nhện trong họ Dictynidae.
Loài này thuộc chi Cicurina. Cicurina pallida được Eugen von Keyserling miêu tả năm 1887.